# 江東区立中の島公園
江東区立中の島公園（こうとうくりつなかのしまこうえん）は、東京都中央区佃と江東区越中島の境界の晴海運河にある江東区立の公園である。相生橋（清澄通り）の下にある。1980年1月開園。単に「中の島公園」と表記されることも多い。

## 概要
隅田川唯一の水上公園である。北側と南側との移動は相生橋の下をくぐる。もともとは完全に中州であったが、現在は一部埋め立てられ、越中島方面と陸続きである。
南端には感潮池があり、満潮になると運河の水が入り込み、潮の満干をはっきりと見ることができる。（なお、すぐ近くの越中島公園や石川島公園も満潮時は一部浸水する。）
夜景スポットでもあり、主に、北側は大川端リバーシティ21、南側は豊洲方面の景色を望める。運河を流れる屋形船を間近に見ることもできる。
通年入園自由。ベンチ多数・展望スペース有り。公衆トイレ無し。釣り可。

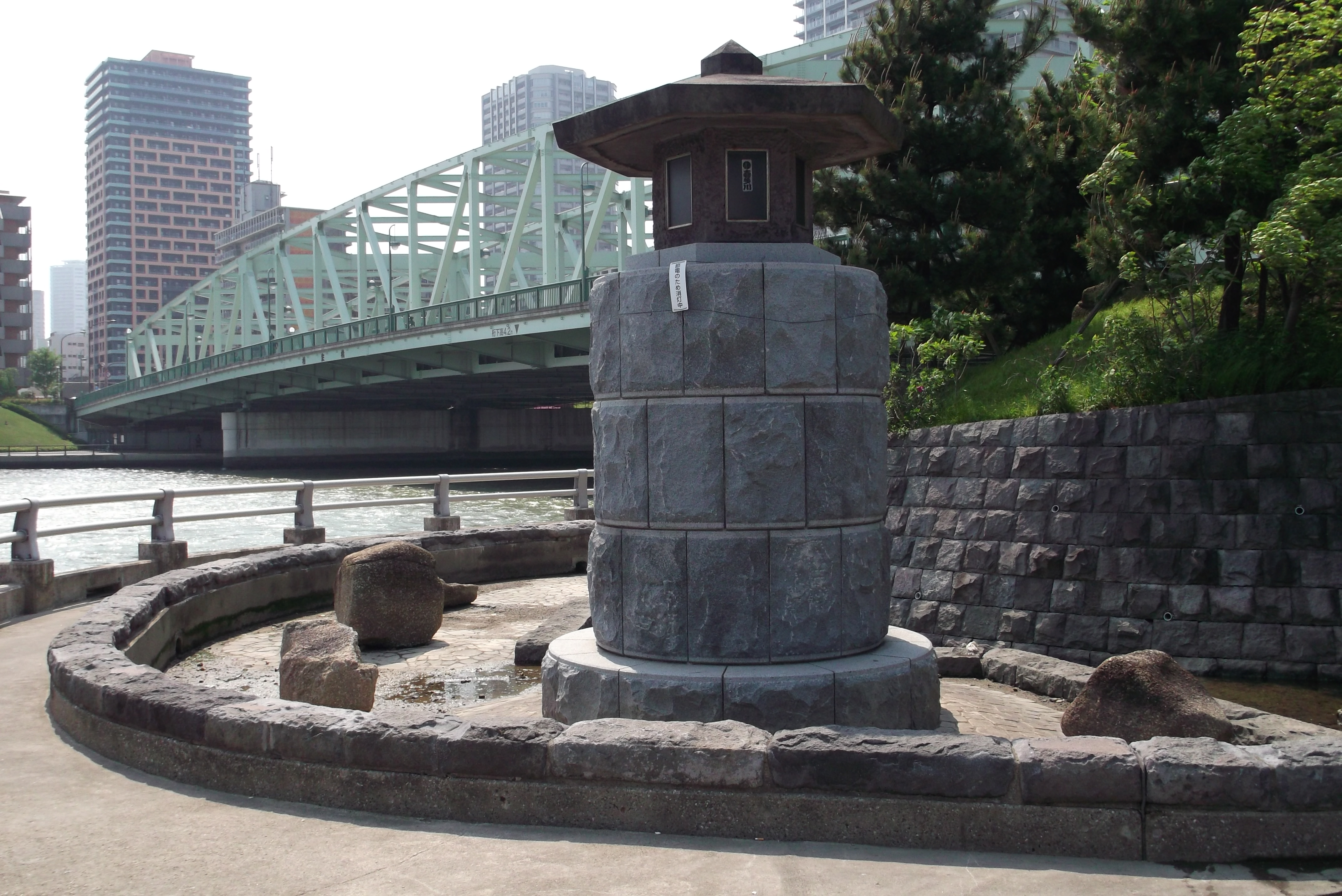
感潮池

## 交通
- JR東日本京葉線■越中島駅 徒歩7分
- 都営地下鉄大江戸線○月島駅 徒歩9分
- 東京地下鉄有楽町線○月島駅 徒歩9分